# Alpinestars
Alpinestars S.p.A. — італійська компанія, що займається, в основному, виробництвом спортивного одягу та екіпірування.

## Історія
Компанія розпочала своє існування у 1963 році, коли Санте Маццаролло відкрив у Азоло фабрику по виробництву спеціального взуття для альпіністів. Він же одним з перших почав виробництво захисних черевиків для мотокросу та шосейно-кільцевих мотогонок. На сьогоднішній день жодна компанія не володіє такою технологічною та статистичною базою у виробництві мотоциклетного взуття, як «Alpinestars».

## Назва
Stella Alpina — так італійською називається квітка, що росте в Альпах регіону Венето на висоті близько 2000 м. Німці її едельвейсом, а швейцарці та австрійці зробили її своїм символом — справжньою Зіркою Альп. Щороку, з незапам'ятних часів італійці влаштовують своєрідне ралі — полювання за квіткою, що символізує прихід весни. Переможець отримує різні почесті. Коли відділення компанії з'явилося у Сполучених Штатах, на світ з'явилося і міжнародне ім'я — Alpinestars або Astars.

## Спонсорство
Компанія підтримує багатьох відомих спортсменів, постачаючи їм найтехнологічніший одяг:
У MotoGP:
в класі MotoGP:
- Хорхе Лоренсо;
- Кейсі Стоунер;
- Дані Педроса;
- Бен Спіс;
- Марк Маркес.

в Moto2:
- Тоні Еліас;
- Рікі Кардус;
- Томас Люті;
- Скот Реддінг.

в Moto3:
- Маверік Віньялес;
- Сандро Кортезі;
- Данні Кент;
- Артур Сісіс.

У Formula 1:
- Пол ді Реста;
- Ніко Хюлькенберг;
- Себастьян Феттель;
- Марк Веббер;
- Себастьєн Буемі;
- Жуль Б'янкі.